# Galadistes expeditionis
Galadistes expeditionis är en snäckart som först beskrevs av Cox 1868.  Galadistes expeditionis ingår i släktet Galadistes och familjen Camaenidae. Inga underarter finns listade i Catalogue of Life.